# V1075 de l'Escorpió
V1075 de l'Escorpió (V1075 Scorpii) és un estel situat a la constel·lació de l'Escorpió de magnitud aparent +5,61. És un estel molt allunyat, la paral·laxi del qual realitzada per Hipparcos (0,89 ± 0,40 mil·lisegons d'arc), està subjecta a un grau d'error molt elevat. La seva distància, estimada per la intensitat de les línies CaII del seu espectre, és d'uns 1.020 parsecs (320.30 anys llum). És membre de l'associació estel·lar Scorpius OB4.
V1075 de l'Escorpió és un estel blau de la seqüència principal de tipus espectral O8Veu. Té una temperatura efectiva de 35.800 K i llueix amb una lluminositat bolomètrica —que inclou una important quantitat de radiació emesa com a llum ultraviolada— 334.000 vegades superior a la del Sol. Gira sobre si mateixa amb una velocitat de rotació projectada —límit inferior de la mateixa— de 167 km/s. És un estel molt massiu, amb una massa estimada d'entre 26 i 38 masses solars. Té una edat aproximada entre 3,3 i 6,6 milions d'anys, amb prou feines un 0,1% de l'edat del Sol.
V1075 de l'Escorpió és un estel O de línies d'emissió, anàloga a les estrelles Be però de major massa. Aquests estels són molt escassos, fins al punt que només es coneixen sis d'elles. Com unes altres estrelles Be, V1075 de l'Escorpió és un estel variable, fluctuant la seva lluentor entre magnitud +5,57 i +5,64.